# Yolande Laffon
Pour les articles homonymes, voir Laffon et Chamoux (homonymie).
Yolande Laffon, née Yolande Lamy le 24 août 1895 dans le 18e arrondissement de Paris et morte le 15 décembre 1992 à Louveciennes (Yvelines), est une comédienne française.

## Biographie
Fille de Charlotte Lamy "et de père non dénommé" selon la formule consacrée, elle porte le nom de sa mère de sa naissance à 1909. Cette même année, Yolande est reconnue à l'état civil par Maurice Chamoux qui lui donne son nom à l'occasion du mariage de celui-ci avec Charlotte Lamy. Yolande Chamoux deviendra elle-même Mme Pierre Brisson par son mariage en 1917, mais portera le nom de Laffon à la scène.

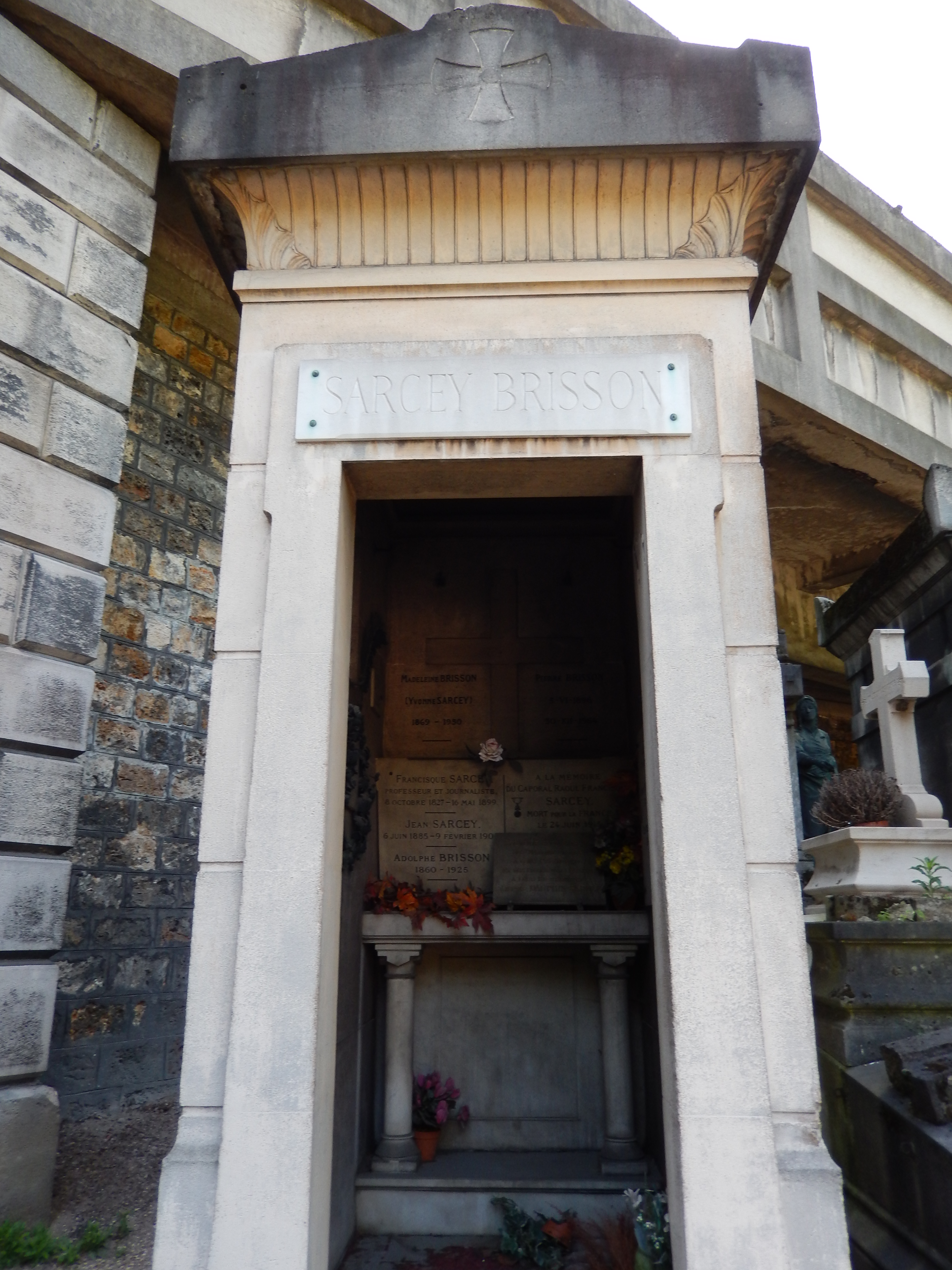
Tombe de Yolande Laffon au cimetière de Montmartre (division 2).

Elle est inhumée au cimetière de Montmartre (division 2).

## Filmographie
- 1930 : L'amour chante de Robert Florey
- 1932 : Suzanne de Raymond Rouleau et Léo Joannon
- 1933 : Une vie perdue de Raymond Rouleau et Alexander Esway
- 1933 : Le voleur de Maurice Tourneur
- 1936 : Mayerling de Anatol Litvak
- 1936 : Un grand amour de Beethoven de Abel Gance
- 1937 : La Fessée de Pierre Caron
- 1938 : La Cité des lumières de Jean de Limur
- 1943 : Les Anges du péché de Robert Bresson
- 1943 : Les Mystères de Paris de Jacques de Baroncelli
- 1943 : Les Roquevillard de Jean Dréville
- 1943 : La vie de plaisir de Albert Valentin
- 1945 : Les Malheurs de Sophie de Jacqueline Audry
- 1948 : Gigi de Jacqueline Audry
- 1948 : Impasse des Deux-Anges de Maurice Tourneur
- 1950 : Minne, l'ingénue libertine de Jacqueline Audry
- 1950 : Souvenirs perdus de Christian-Jaque, sketch « Une couronne mortuaire »
- 1951 : Agence matrimoniale de Jean-Paul Le Chanois
- 1951 : Deux sous de violettes de Jean Anouilh
- 1951 : Une histoire d'amour de Guy Lefranc
- 1951 : Nez de cuir de Yves Allégret
- 1951 : Les sept péchés capitaux de Claude Autant-Lara, sketch « L'orgueil »
- 1952 : La Putain respectueuse de Charles Brabant et Marcel Pagliero
- 1953 : Zoé de Charles Brabant
- 1954 : Papa, maman, la bonne et moi de Jean-Paul Le Chanois
- 1955 : Les Aristocrates de Denys de La Patellière
- 1956 : Le sang à la tête de Gilles Grangier

## Théâtre
- 1912 : On naît esclave de Tristan Bernard et Jean Schlumberger, Théâtre du Vaudeville
- 1921 : Le Comédien de Sacha Guitry, Théâtre Édouard VII
- 1924 : Malborough s'en va en guerre de Marcel Achard, mise en scène Louis Jouvet, Comédie des Champs-Élysées
- 1924 : Si je voulais ! de Paul Géraldy et Robert Spitzer[2], Théâtre Daunou
- 1925 : Un homme léger de Maurice Donnay, mise en scène Camille Choisy, Théâtre de l'Étoile
- 1926 : Le Dictateur de Jules Romains, mise en scène Louis Jouvet, Comédie des Champs-Élysées
- 1929 : Jules, Juliette et Julien ou l'École du sentiment de Tristan Bernard, mise en scène Lugné-Poe, Théâtre de l'Œuvre
- 1932  : La Fleur des pois d'Édouard Bourdet, Théâtre de la Michodière
- 1933 : Le Vol nuptial de Francis de Croisset, Théâtre de la Michodière
- 1934 : Amphitryon 38 de Jean Giraudoux, mise en scène Louis Jouvet, Théâtre de l'Athénée
- 1934 : Tessa, la nymphe au cœur fidèle adaptation Jean Giraudoux d'après Basil Dean et Margaret Kennedy, mise en scène Louis Jouvet, Théâtre de l'Athénée
- 1936 : Les Innocentes adaptation de la pièce  The Children's Hour de Lillian Hellman, Théâtre des Arts
- 1938 : Virage dangereux de John Boynton Priestley, mise en scène Raymond Rouleau, Théâtre Pigalle
- 1945 : Tartuffe de Molière, mise en scène Marcel Herrand, Théâtre des Mathurins
- 1946 : Primavera de Claude Spaak, mise en scène Marcel Herrand, Théâtre des Mathurins
- 1947 : L'Empereur de Chine de Jean-Pierre Aumont, mise en scène Marcel Herrand, Théâtre des Mathurins
- 1947 : Les Bonnes de Jean Genet, mise en scène Louis Jouvet, Théâtre de l'Athénée
- 1949 : Les Maîtres nageurs de Marcel Franck, mise en scène Émile Dars, Théâtre de la Potinière
- 1954 : La Corde de Patrick Hamilton, mise en scène Jean Darcante, Théâtre de la Renaissance